# Oración a san Miguel arcángel

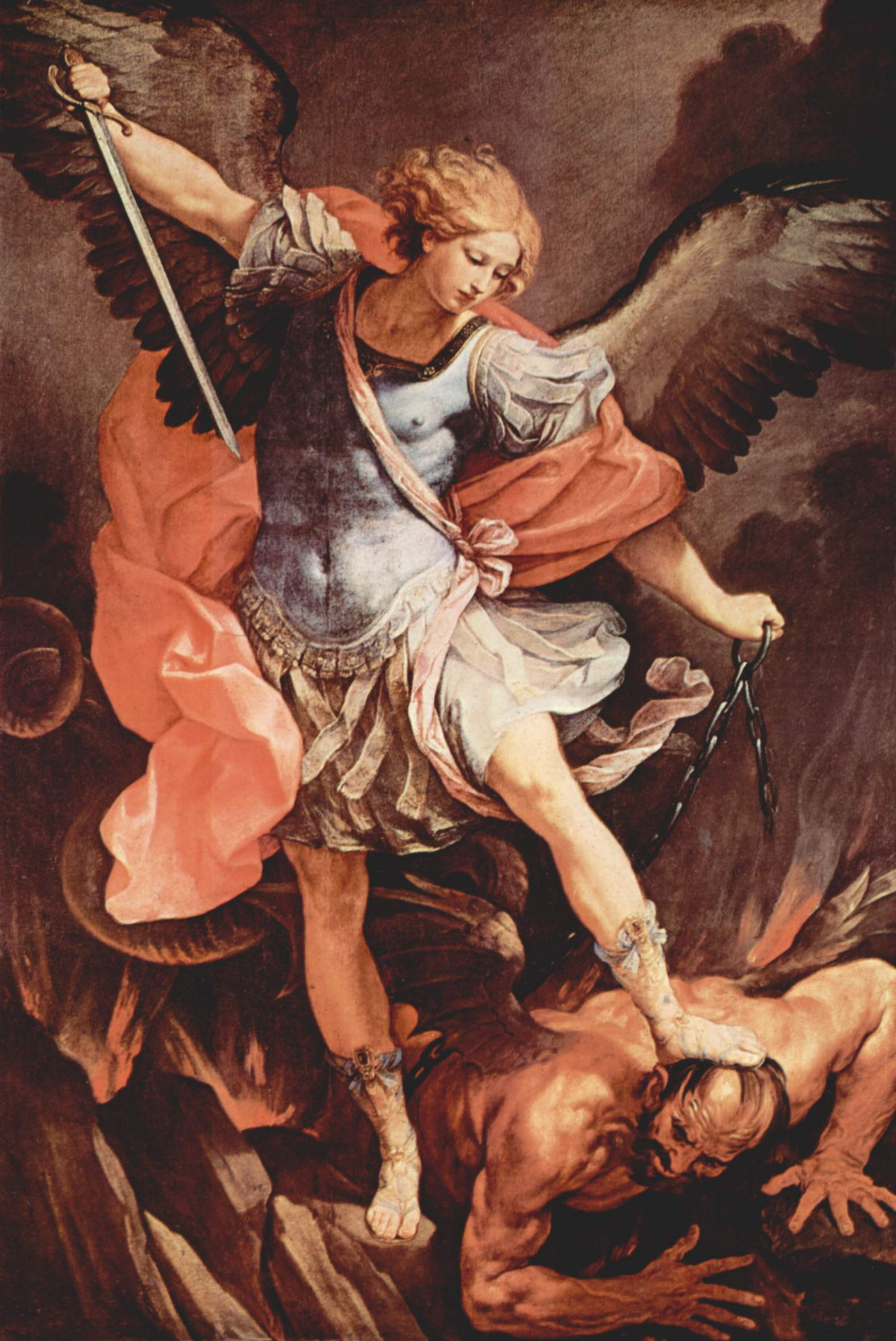
San Miguel Arcángel por Guido Reni, Santa Maria della Concezione, Rome, 1636

El Papa León  XIII instituyó una oración a san Miguel arcángel para toda la Iglesia.  Estableció la recitación de esta oración después de la misa rezada, y se recitó hasta el Concilio Vaticano II, cuando dejó de ser obligatoria.

## Contexto histórico

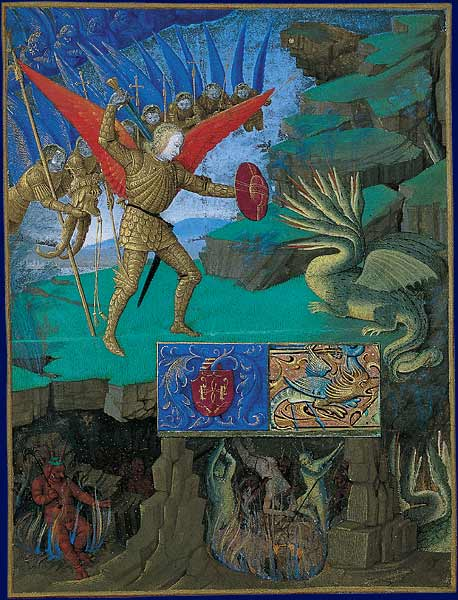
San Miguel luchando contra el dragón (miniatura del Libro de Horas del Caballero Étienne)

La amenaza para la Iglesia en aquel momento era la campaña del gobierno italiano contra los Estados Pontificios. El texto de 1890 fue compuesto y publicado veinte años después de que la toma de Roma hubiera privado al Papa del último vestigio de su soberanía temporal. La residencia papal del Palacio del Quirinal se había convertido en la de Rey Víctor Manuel II de Italia.

## La visión
El padre Domenico Pechenino escribe: "No recuerdo el año exacto. Una mañana el sumo pontífice León XIII había celebrado la santa misa y estaba asistiendo a otra de agradecimiento, como era habitual. De pronto, le vi levantar enérgicamente la cabeza y luego mirar algo por encima del celebrante. Miraba fijamente, sin parpadear, pero con un aire de terror y de maravilla, demudado. Algo extraño, grande, le ocurría.
Finalmente, como volviendo en sí, con un ligero pero enérgico ademán, se levanta. Se le ve encaminarse hacia un despacho privado. Los familiares le siguen con premura y ansiedad. Le dicen en voz baja: "Santo Padre, ¿no se siente bien? ¿Necesita algo?" Responde: "Nada, nada". Al cabo de media hora hace llamar al secretario de la Congregación de Ritos y, dándole un folio, le manda imprimirlo y enviarlo a todos los obispos diocesanos del mundo. ¿Qué contenía? La oración que rezamos al final de la misa junto con el pueblo, con la súplica a María y la encendida invocación al príncipe de las milicias celestiales, implorando a Dios que vuelva a lanzar a Satanás al infierno".
| Texto latino | Versión española |
| --- | --- |
| Sancte Michael Archangele, defende nos in proelio, contra nequitiam et insidias diaboli esto praesidium. Imperet illi Deus, supplices deprecamur: tuque, Princeps militiae caelestis, Satanam aliosque spiritus malignos, qui ad perditionem animarum pervagantur in mundo, divina virtute, in infernum detrude. Amen. | San Miguel arcángel, defiéndenos en la batalla, sé nuestro amparo contra las maldades y acechanzas del diablo, que Dios le reprenda, es nuestra humilde súplica; y tú, Príncipe de las huestes celestiales, por el poder de Dios, arroja al Infierno a Satanás y a los demás espíritus malignos, que rondan por el mundo buscando la ruina de las almas. Amén. |

### Historia

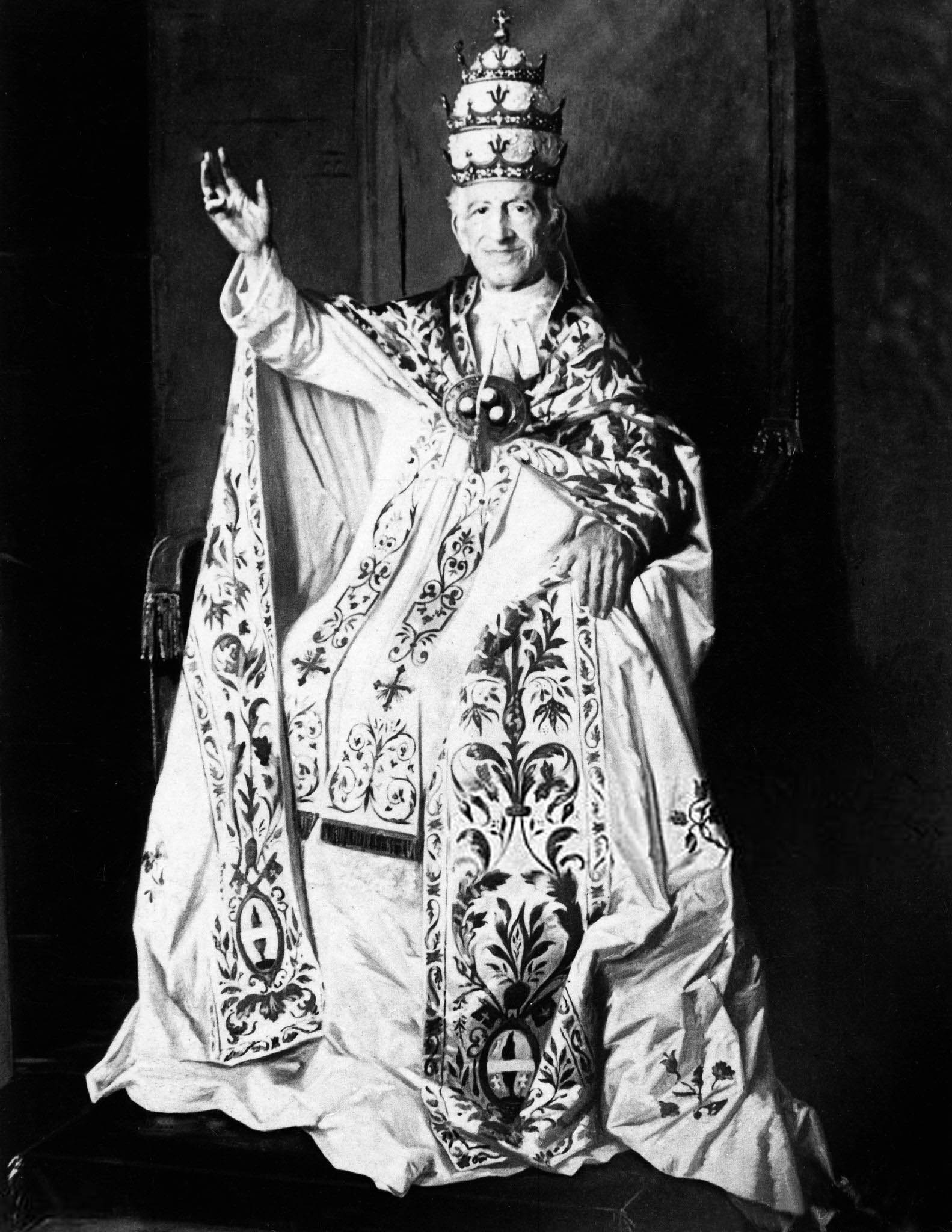
Papa León XIII

Las Oraciones Leoninas se originaron en 1884, cuando el Papa León XIII ordenó que se rezaran ciertas oraciones después de la Misa Baja, en defensa de la independencia de la Santa Sede. Se buscaba la ayuda de Dios para encontrar una solución satisfactoria a la pérdida del soberanía temporal del Papa, que le privaba de la independencia que se consideraba necesaria para el uso efectivo de su autoridad espiritual.
La oración a San Miguel descrita anteriormente se añadió a las Plegarias Leoninas en 1886.
El estatus del Papa como líder temporal fue restaurado en 1929 por la creación del Estado de la Ciudad del Vaticano, y al año siguiente, el Papa Pío XI ordenó que la intención por la que estas oraciones debían ser ofrecidas a partir de entonces era "permitir que la tranquilidad y la libertad de profesar la fe fueran restauradas al afligido pueblo de Rusia". 
La práctica de recitar ésta y las demás oraciones leoninas después de la Misa fue oficialmente suprimida por la Instrucción Inter oecumenici del 26 de septiembre de 1964, que entró en vigor el 7 de marzo de 1965.
La supresión de la obligación de recitar esta oración (junto con las tres Avemarías, la Salve y la oración por la Iglesia) después de la Misa baja no significaba prohibir su uso privado o público en otras circunstancias. Treinta años más tarde, el papa Juan Pablo II recomendó su uso, diciendo:
El 29 de septiembre de 2018, el Papa Francisco pidió a los católicos de todo el mundo que rezaran el  Rosario cada día durante el siguiente mes de octubre y que lo concluyeran con la antigua oración "Sub tuum praesidium" y la oración leonina a San Miguel. Les pidió "que oren para que la Santa Madre de Dios ponga a la Iglesia bajo su manto protector: para preservarla de los ataques del demonio, el gran acusador, y al mismo tiempo para que sea más consciente de las faltas, de los errores y de los abusos cometidos en el presente y en el pasado, y se comprometa a combatirlos sin vacilación, para que el mal no prevalezca". 
Un mes antes, el papa Francisco hizo un llamamiento más genérico a "un ejercicio penitencial de oración y ayuno" ante los escándalos por  casos de abusos sexuales de la Iglesia católica.

## La crisis de la Iglesia en 2018 y la reintroducción de la Oración a San Miguel Arcángel
Tras el escándalo sexual que involucró a varios miembros del episcopado y al clero, el papa Francisco pidió a los fieles de todo el mundo que recitaran el Santo Rosario a la Santísima Virgen María todos los días, durante todo el mes de octubre, junto con el ayuno y la penitencia, como ya se solicitó en el "Carta al pueblo de Dios" del 20 de agosto de 2018: para la protección de la Iglesia, contra Satanás, el "Gran Acusador", que termina con la antigua oración Sub Tuum Praesidium dedicada a la Virgen y con la oración a San Miguel Arcángel. Además, varios obispos en el mundo han solicitado la reintroducción de la oración a San Miguel al final de cada misa, en particular:

### Estados Unidos
- Arquidiócesis de Portland, Oregón (Abp. Alexander K. Sample)
- Arquidiócesis de Kansas City, Kansas (Abp. Joseph Fred Naumann)
- Arquidiócesis de Hartford, Connecticut (Abp. Leonard P. Blair)
- Diócesis de Pittsburgh, Pensilvania (Bp. David A. Zubik)
- Diócesis de Allentown, Pensilvania (Padre Alfred Andrew Schlert)
- Diócesis de Springfield, Illinois (Bp. Thomas J. J. Paprocki)
- Diócesis de Madison, Wisconsin (Bp. Robert C. Morlino)
- Diócesis de Bridegeport, Connecticut (P. Frank Jospeh Caggiano)
- Diócesis de Knoxville, Tennessee (p. Richard Stika)
- Diócesis de Orange, California (Bp. Kevin W. Vann)
- Diócesis de Toledo, Ohio (Bp. Daniel E. Thomas)
- Diócesis de Gallup, Nuevo México (S. James S. Wall)